# Brizeaux
Brizeaux is een dorp en een gemeente in de landstreek Argonne in het Franse departement Meuse (regio Grand Est) en telt 48 inwoners (2009).
Brizeaux is het enige dorp in de gemeente en maakt deel uit van het arrondissement Bar-le-Duc en sinds maart 2015 van het toen opgerichte kanton Dieue-sur-Meuse. Daarvoor was het deel van het toen opgeheven kanton Seuil-d'Argonne.

## Geografie
De oppervlakte van de gemeente bedraagt 8,0 km², de bevolkingsdichtheid is dus 6 inwoners per km². De dichtstbijzijnde stad is Sainte-Menehould, 20 km naar het noordwesten. Parijs is 214 km.
De onderstaande kaart toont de ligging van Brizeaux met de belangrijkste infrastructuur en aangrenzende gemeenten.

## Demografie
Onderstaande figuur toont het verloop van het inwonertal (bron: INSEE-tellingen).